# Lijst van voetbalinterlands Brazilië - Panama
Deze lijst van voetbalinterlands is een overzicht van alle officiële voetbalwedstrijden tussen de nationale teams van Brazilië en Panama. De landen speelden tot op heden vijf keer tegen elkaar. De eerste ontmoeting, een vriendschappelijke wedstrijd, werd gespeeld in Santiago (Chili) op 13 april 1952. Het laatste duel, eveneens een vriendschappelijke wedstrijd, vond plaats op 23 maart 2019 in Porto (Portugal).

## Wedstrijden
| № | Plaats        | Datum           | Competitie        | Wedstrijd         | Uitslag |
| - | ------------- | --------------- | ----------------- | ----------------- | ------- |
| 1 | Santiago      | 13 april 1952   | Vriendschappelijk | Brazilië – Panama | 5 – 0   |
| 2 | Curitiba      | 9 augustus 2001 | Vriendschappelijk | Brazilië – Panama | 5 – 0   |
| 3 | Goiânia       | 3 juni 2014     | Vriendschappelijk | Brazilië − Panama | 4 − 0   |
| 4 | Commerce City | 29 mei 2016     | Vriendschappelijk | Panama − Brazilië | 0 − 2   |
| 5 | Porto         | 23 maart 2019   | Vriendschappelijk | Brazilië − Panama | 1 − 1   |

## Samenvatting
| Competitie        | Totaal gespeeld | Winst Brazilië | Gelijk | Winst Panama | Doelsaldo Brazilië – Panama |
| ----------------- | --------------- | -------------- | ------ | ------------ | --------------------------- |
| Vriendschappelijk | 5               | 4              | 1      | 0            | 17 − 1                      |
| Totaal            | 5               | 4              | 1      | 0            | 17 − 1                      |

Wedstrijden bepaald door strafschoppen worden, in lijn met de FIFA, als een gelijkspel gerekend.